# Wolfgang Schmid (Musiker)

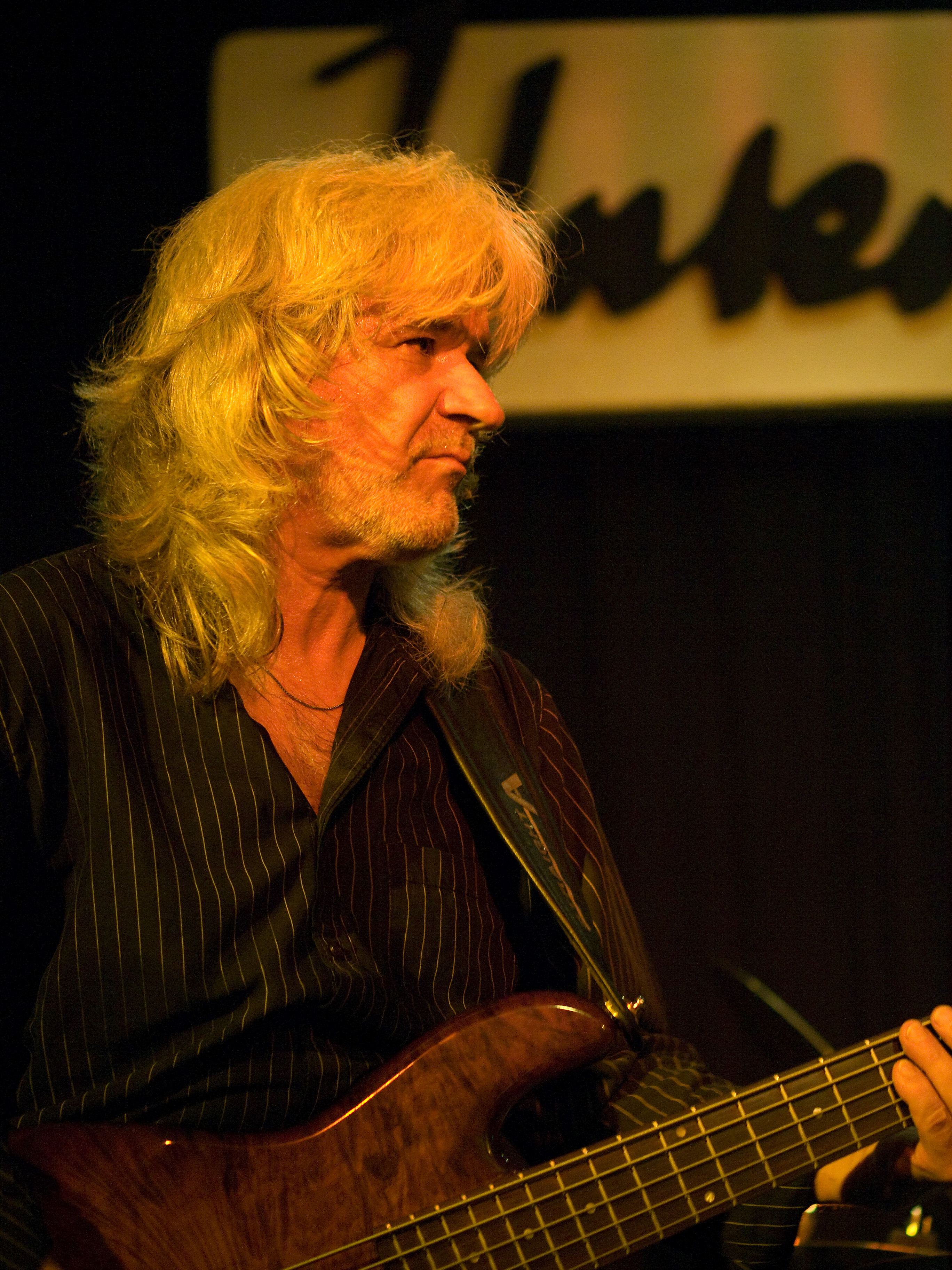
Wolfgang Schmid im Jazzclub Unterfahrt in München 2008

Wolfgang Schmid (* 11. November 1948 in Stuttgart) ist ein deutscher Bassgitarrist, Komponist und Produzent.

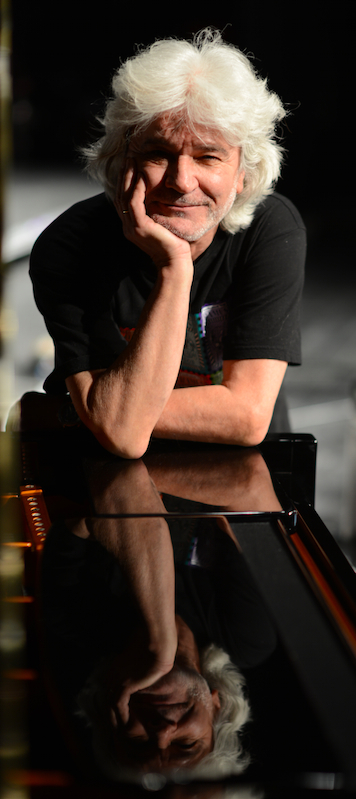
Wolfgang Schmid

## Biografie
Ab 1958 sang Schmid bei den Stuttgarter Hymnus-Chorknaben, ab 1959 lernte er Gitarre bei Stephan Malek. Von 1962 bis 1970 war er Gitarrist, Sänger und Bandleader der Soulband The Dynamites. Zwischen 1968 und 1972 spielte er als Bassist bei Seelow und war Toningenieur in den Jankowski-Studios in Stuttgart. Von 1972 bis 1977 war er Bassist bei Klaus Doldingers Passport (seit 2001 wieder mit Classic Passport). Danach spielte Schmid mit Musikern wie Bobby Stern von 1978 bis 1980 bei Head, Heart & Hands und von 1981 bis 1986 bei Wolfhound. Seit 1987 musiziert er bei Wolfgang Schmids Kick und seit 1996 bei Paradox mit dem Gitarristen Bill Bickford und Drummer Billy Cobham, daneben in weiteren Gruppen mit Joo Kraus und Peter Wölpl sowie mit Thomas Langer und Daniel Messina („The Beat Goes On“). Als Studiomusiker wirkte er an etwa 400 Alben mit. Von 1991 bis 1996 war er 1. Vorsitzender der JazzmusikerInitiative München e. V. Seit 14. Dezember 2016 ist er Professor h. c. an der Hochschule für Musik und Darstellende Kunst Stuttgart.
Seine teilweise furiose Spielweise und stilistische Vielfalt ließ Schmid zum Vorbild vieler Bassisten der Funk- und Fusionszene werden. Schmid spielt sowohl mit Plektrum als auch Fingerpicking und setzt bei Funkmaterial häufig das Slapping ein. Er zählt neben Hellmut Hattler oder auch Ufo Walter zu den herausragenden und prägenden Bassisten in Deutschland. Als Komponist und Produzent ist er verantwortlich für etwa 50 Alben. Daneben gibt er Workshops und Meisterklassen.
Seit 2008 unterstützt er das Projekt „Rap-Sody – Heimat und Fremde“ in Stuttgart.

## Auszeichnungen und Preise
Schmid wurde mit Passport „Künstler des Jahres“ (Deutsche Phono-Akademie) und ist Bass-Pollgewinner in den Vereinigten Staaten (Int. Musician) und im Fachblatt Musikmagazin.

## Diskografische Hinweise
- 1982 – Truth mit Anne Haigis (Jeton)
- 1989 – Jubilee Concert Live (Global/Satellite/BMG) feat. Gitte Haenning, Billy Cobham, Joe Sample, Nippy Noya, Peter Wölpl, Rick Keller, Wolfgang Haffner
- 1992 – No Filters (Enja/Tiptoe) – feat. Billy Cobham, Peter Wölpl, Rick Keller, Kay Richter, Dieter Falk, Nippy Noya, Zakir Hussain und Gitte Haenning
- 1996 – Paradox – (Enja/Edel) – Billy Cobham & Bill Bickford
- 1998 – Paradox – the first second (Enja/Edel) – Billy Cobham & Bill Bickford
- 2002 – Wolfgang Schmid Special Kick (Skiprecords) – feat. Joo Kraus, Libor Sima, Peter Wölpl und Marco Minnemann
- 2005 – Wolfgang Schmid A Swift Kick (Skiprecords/Soulfood)
- 2007 – Wolfgang Schmid – Thomas Langer – Daniel Messina Trio: „The Beat Goes On“ (Emo Records)
- 2007 – Wolfgang Schmid Kick Let the groove begin … (Skiprecords/Soulfood)